# Arthur Auer
Arthur Auer (* 26. Februar 1932 in Tettenweis; † 29. September 2020) war ein deutscher Politiker (CSU).

## Leben
Auer besuchte die Volksschule in Tettenweis, die Hauptschule in Pocking und war danach wieder in Tettenweis. Er war Elektrikerlehrling in der Motorenfabrik Hatz in Ruhstorf und legte die Gehilfenprüfung ab. Danach war er bei der Firma Hatz in Ruhstorf beschäftigt und gehörte dort dem Betriebsrat an. Ab 1977 war er Kreisgeschäftsführer des Bayerischen Roten Kreuzes im Kreisverband Rottal-Inn. Daneben war er Vorsitzender des Vorstands der Rottaler Raiffeisenbank und engagierte sich in zahlreichen Vereinen, darunter als Orts- und Kreisvorsitzender des VdK.
Auer war seit 1957 verheiratet. Aus der Ehe gingen zwei Söhne und eine Tochter hervor. Einer der Söhne verstarb mit sechzehn Jahren.

## Politik
1965 trat Auer in die CSU ein, wo er Mitbegründer des Ortsverbands Bayerbach war. Im März 1966 wurde er zum 1. Bürgermeister der Gemeinde Bayerbach gewählt, dieses Amt bekleidete er bis 1996. Vom 3. Januar bis zum 12. Oktober 1986 war er Mitglied des Bayerischen Landtags. Er rückte für den ausgeschiedenen Ludwig Meyer nach. Von 1990 bis 1996 gehörte er dem Kreistag an.

## Ehrungen und Auszeichnungen
- 1997: Ehrenbürger der Gemeinde Bayerbach
- 1998: Goldene Ehrennadel des BRK
- Bundesverdienstkreuz des Verdienstordens der Bundesrepublik Deutschland